# Comitatul Washington, Maryland
Comitatul Washington (în engleză Washington County) este un comitat din statul Maryland, Statele Unite ale Americii. Conform recensământului din 2010 are o populație de 147.430 de locuitori. Reședința comitatului este orașul Hagerstown.

## Geografie

### Comitate adiacente
- Fulton County, Pennsylvania (nord-vest)
- Allegany County (vest)
- Morgan County, West Virginia (sud-vest)
- Berkeley County, West Virginia (sud)
- Jefferson County, West Virginia (sud)
- Loudoun County, Virginia (sud-est)
- Frederick County (est)
- Franklin County, Pennsylvania (nod-est)

### Autostrăzi majore
- Interstate 68
- Interstate 70
- Interstate 81
- U.S. Route 11
- U.S. Route 40
- U.S. Route 40 Alternate
- U.S. Route 40 Scenic
- U.S. Route 340
- U.S. Route 522
- Maryland Route 34
- Maryland Route 56
- Maryland Route 57
- Maryland Route 58
- Maryland Route 60
- Maryland Route 62
- Maryland Route 63
- Maryland Route 64
- Maryland Route 65
- Maryland Route 66
- Maryland Route 67
- Maryland Route 68
- Maryland Route 77
- Maryland Route 144
- Maryland Route 180
- Maryland Route 418
- Maryland Route 491
- Maryland Route 494
- Maryland Route 550
- Maryland Route 615
- Maryland Route 632

## Instituții de învățământ superior
- Antietam Academy, Hagerstown
- Barbara Ingram School for the Arts, Hagerstown
- Boonsboro High School, Boonsboro
- Clear Spring High School, Clear Spring
- Evening High School, Hagerstown
- Hancock High School, Hancock
- North Hagerstown High School, Hagerstown
- Smithsburg High School, Smithsburg
- South Hagerstown High School, Hagerstown
- Washington County Technical High School, Hagerstown
- Williamsport High School, Williamsport